# Antoni Gimbernat i Arbós

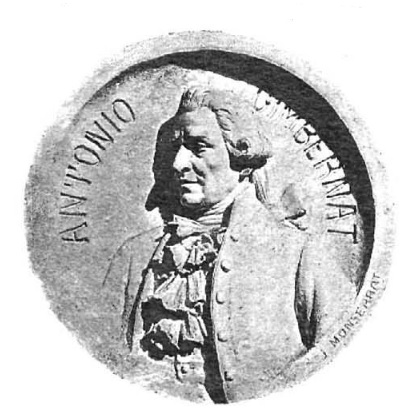
Antoni Gimbernat i Arbós, per J. Montserrat (1894)

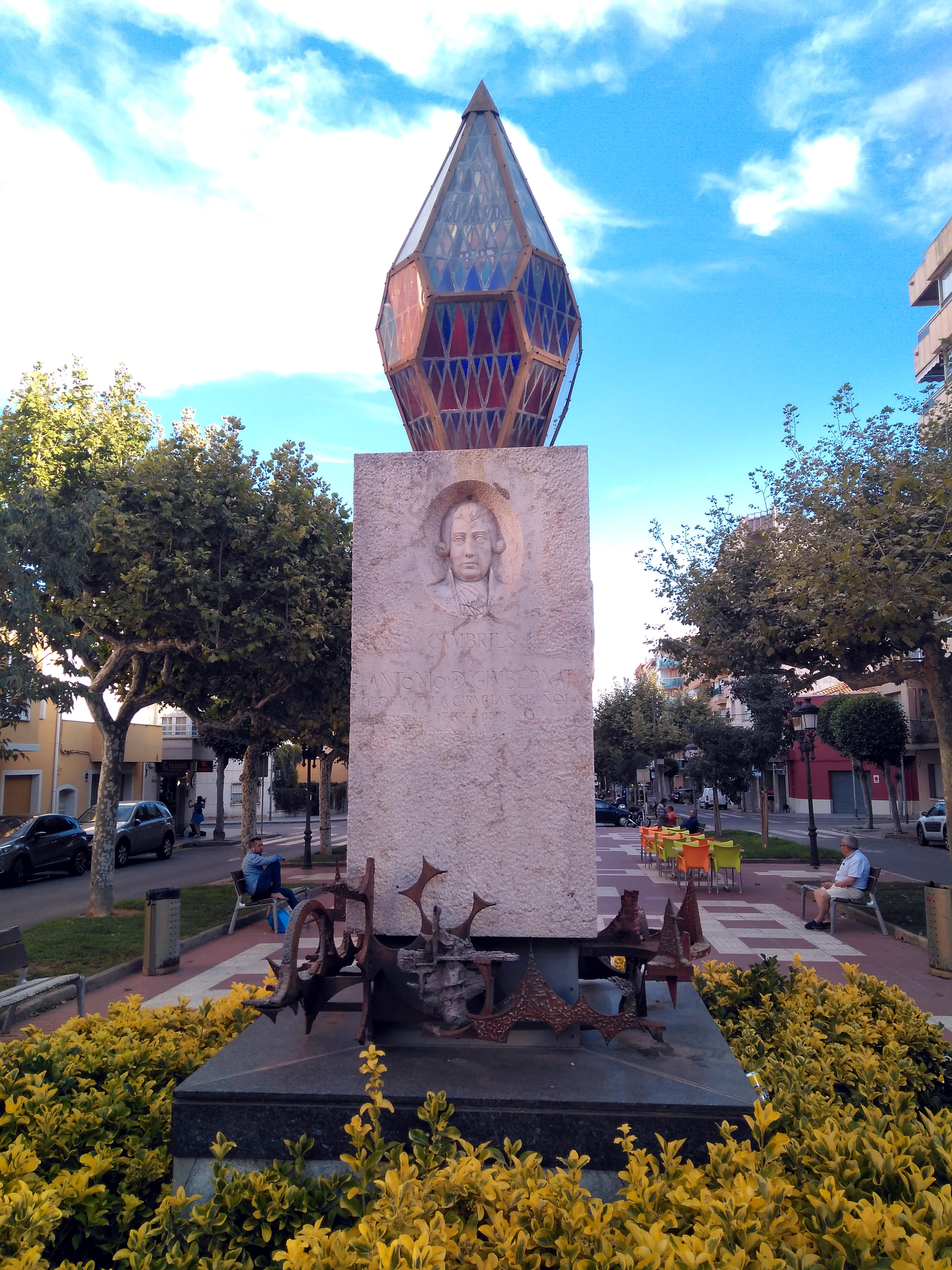
Monument que se li dedicà a la seva vila natal de Cambrils

Antoni Gimbernat i Arbós (Cambrils, 1734 - Madrid, 17 de novembre de 1816) va ser un eminent cirurgià i anatomista català, conegut principalment per la seva contribució a la descripció de l'anatomia del canal inguinal i a la tècnica de reparació de l'hèrnia crural. Un retrat seu forma part de la Galeria de Catalans Il·lustres de l'Ajuntament de Barcelona.

## Formació quirúrgica en el Reial Col·legi de Cirurgia de Cadis
Després de cursar estudis de llatí i filosofia a la Universitat de Cervera, es va matricular el 1756 en el Real Col·legi de Cirurgia de Cadis, fundat per Ferran VI de Castella i vinculat a la Marina Espanyola. El port de Cadis constituïa la base de l'Armada Espanyola, de la qual va entrar a formar part com a cirurgià, reclutat pel cap de Cirurgia de l'Armada, Pere Virgili i Bellver. Virgili va abandonar Cadis per fundar el Reial Col·legi de Cirurgia de Barcelona. És seguit pel seu gendre Lorenzo Roland, professor d'Anatomia a Cadis, que deixa la seva plaça vacant. Reconegut pel seu coneixement i destresa en la dissecció anatòmica, Gimbernat va ser elegit per exercir de professor d'anatomia, abans d'haver aconseguit la seva graduació, a la qual accedeix el 1762.

## Professor d'anatomia en el Reial Col·legi de Cirurgia de Barcelona
El mateix any de la seva graduació és reclamat per Pere Virgili en el Real Col·legi de Cirurgia de Barcelona. L'administració central de Madrid es va oposar a la concessió de la plaça de professor d'anatomia, a la qual havia estat proposat per Virgili, al·legant la seva joventut. Inicialment va ser nomenat professor honorari d'anatomia i poc després supernumerari. El 1764 se li concedí la titularitat oficial de la plaça de professor d'anatomia del Reial Col·legi de Cirurgia de Barcelona i és també nomenat Cirurgià Major.
A Barcelona, el 1772, descriu per primera vegada el lligament lacunar del canal femoral, pel qual seria universalment conegut, així com l'aplicació de la seva identificació en una nova variant tècnica de la cirurgia de l'hèrnia femoral o hèrnia crural. El seu enginy li impulsà a dissenyar nous instruments quirúrgics entre els quals va destacar un litotomo renal que va gaudir de gran popularitat a la seva època.

## Estudis a Europa. Relació amb John Hunter
El 1774 Gimbernat gaudia d'una acreditada reputació com a cirurgià i aconseguí que el rei Carles III subvencionés la seva estada a l'estranger, per poder aportar a Espanya els avenços més recents en el camp de l'anatomia i de la cirurgia. Inicià el seu llarg periple per Europa a París, a l'Hôpital de la Charité i a l'Hôtel Dieu, el més antic i insalubre hospital de França, que a més havia sofert un gran incendi el 1772. Posteriorment va viatjar a Londres on assisteix a les classes de l'anomenat anatomista i cirurgià John Hunter. El 25 d'abril de 1777 es va concretar la difusió de la seva contribució a la cirurgia de l'hèrnia crural, quan en una de les classes de Hunter sobre les tècniques de reparació d'hèrnies, sol·licita i obté el permís per explicar la seva innovació tècnica en aquesta cirurgia, consistent en la secció del lligament lacunar per aconseguir la reducció de l'hèrnia crural estrangulada. Des de llavors, aquest lligament, que correspon a un engruiximent triangular del lligament inguinal en la seva inserció en el tubercle del pubis, és universalment conegut com a lligament de Gimbernat. Va continuar els seus estudis a Edimburg i a la ciutat holandesa de Leiden. Torna a Espanya el 1778.

## Director i catedràtic del Reial Col·legi de Cirurgia de Madrid
A la seva tornada a Espanya, se li va encarregar la creació del Reial Col·legi de Cirurgia de Madrid, Col·legi de Cirurgia de Sant Carles, del qual va ser director, al costat de Mariano Ribas, i catedràtic d'operacions i àlgebra (traumatologia). És nomenat director el 27 de gener de 1787 i el Col·legi és oficialment inaugurat l'1 d'octubre de 1787. El 1789 és nomenat cirurgià de Cambra del Rei i se li concedeix títol nobiliari. El 1801 és nomenat Primer Cirurgià Reial i com a conseqüència, president de tots els col·legis de cirurgia d'Espanya.
Durant la invasió napoleònica presideix el Consell Superior de Salut Pública, organisme en el qual es fusionen les facultats de Medicina i Farmàcia i els col·legis de cirurgia. Després de la retirada dels francesos i l'adveniment de Ferran VII, cau en desgràcia a causa de la seva col·laboració amb els invasors i és destituït dels seus càrrecs. Postergat de la vida acadèmica, pateix un deteriorament de les seves facultats mentals acompanyada d'una gran penúria econòmica en els seus últims anys de vida. La minva de la seva salut també es concreta en la pèrdua de visió. El 1810 es va sotmetre a una intervenció ocular per Josep Ribes, però Gimbernat retira prematurament les benes que cloïen els seus ulls, la mateixa nit de l'operació, provocant una complicació que el va deixar pràcticament cec. Mor a Madrid el 1816.

## Publicacions
El 1793, Gimbernat va publicar el "Nou Mètode d'operar l'Hèrnia Crural", dedicat al rei Carles IV. Al llibre detalla la descripció anatòmica del canal femoral i del lligament lacunar. També descriu la tècnica del tractament quirúrgic de l'hèrnia crural estrangulada, mitjançant la secció del lligament per facilitar la reducció del contingut herniario. Al mateix llibre descriu la troballa freqüent d'un gangli en la proximitat immediata del canal femoral, que posteriorment ha estat conegut com a gangli de Cloquet o de Rosenmüller, ja que va ser descrit per aquests autors (Jules Germain Cloquet, 1790-1883, i Johann Christian Rosenmueller, 1771-1820, professors d'anatomia i cirurgia de París i Leipzig, respectivament) com una lesió que podia confondre's amb una hèrnia crural incarcerada. Aquest llibre va tenir gran repercussió en la seva època i va ser traduït a l'anglès, alemany i francès. La versió anglesa, datada el 1795, es deu a Thomas Beddoes. La seva contribució també es va concretar en una publicació el 1801 sobre l'ús i abús de les lligadures i una altra sobre la cirurgia corneal, "Dissertació de les úlceres dels ulls que interessen la còrnia transparent" el 1802.